# Vestito di carne di Lady Gaga
Il vestito di carne di Lady Gaga (in inglese Meat Dress) è l'abito che la cantautrice statunitense ha indossato in occasione degli MTV Video Music Awards del 2010 per ricevere il premio "Video dell'Anno". Disegnato da Franc Fernandez su progetto di Nicola Formichetti, e prodotto da Haus Of Gaga, l'abito ha richiamato l'attenzione del pubblico mondiale, è stato nominato dalla rivista Time come il miglior prodotto della moda del 2010 e condannato dalle organizzazioni animaliste.

## Storia
Lo stilista Franc Fernandez è stato contattato dal collega designer e stilista Nicola Formichetti per produrre l'abito, che aveva previsto non avrebbe richiesto più di una settimana di lavorazione, su disegno dello stesso Formichetti. Il vestito è di tipo asimmetrico, e con un ampio scollo. Fernandez ha scelto specificamente i tagli di carne da utilizzare per garantire che l'abito tenesse bene, utilizzando carne proveniente dai fianchi di un bovino come principale materiale per il vestito, procurata dal proprio macellaio di fiducia. L'abito ha richiesto di essere cucito al momento direttamente su Lady Gaga nei camerini degli MTV Video Music Awards.

La questione dell'odore del vestito è stata discussa dai media, con il People for the Ethical Treatment of Animals (PETA) che ha suggerito che "dovrebbe odorare come la carne putrefatta che è, e probabilmente sarà, brulicante di vermi". Fernandez ha invece riportato il parere della stessa Lady Gaga che in un'intervista avrebbe detto che l'abito aveva un buon odore, proprio perché odorava di carne. Il designer ha anche parlato di quello che sarebbe accaduto all'abito una volta dismesso dopo la cerimonia di premiazione: "Il vestito sarà messo in un archivio con tutti i suoi vestiti. Gli "archivi Gaga", suppongo. Non durerà, questo è il suo bello. Quando verrà di nuovo tirato fuori, speriamo che sia in una retrospettiva, e sarà un abito diverso, che è la cosa migliore. Mi piace l'idea che esso cambierà e si evolverà in qualcosa di diverso". In seguito ha spiegato che il vestito sarebbe stato preservato e trasformato in una specie di carne essiccata, prima di essere archiviato.

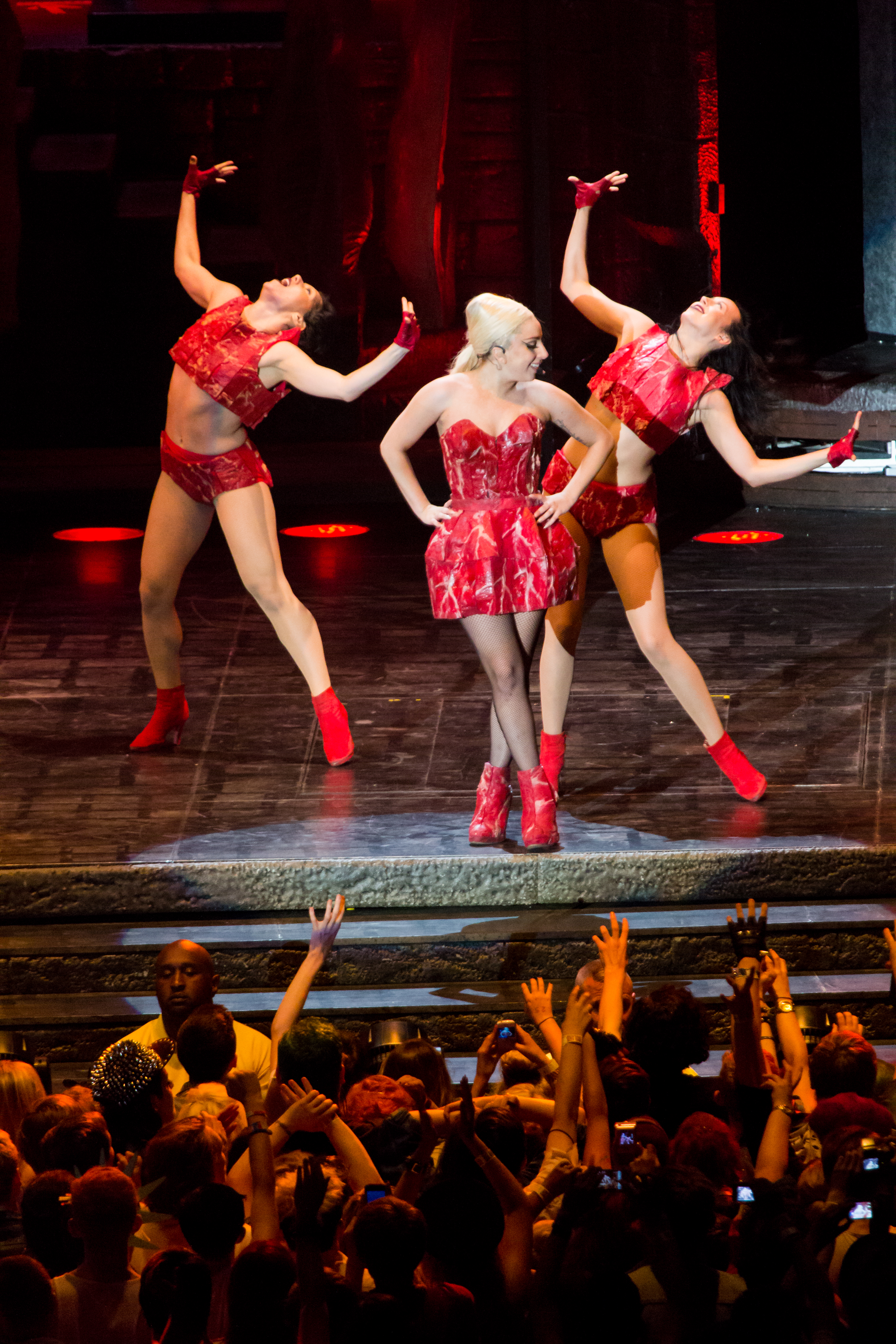
Un modello rivisitato e sintetico del Meat Dress indossato durante il Born This Way Ball

Nel 2011 il vestito è stato esposto al Rock and Roll Hall of Fame and Museum, durante una mostra dal titolo "Women Who Rock: Vision, Passion, Power".
Nel 2012, Lady Gaga ha esibito una nuova versione sintetica del vestito per il suo Born This Way Ball, disegnata sempre da Formichetti.
Nel 2019 il vestito è stato esposto presso il museo temporaneo Haus of Gaga Museum all'MGM Park Theater di Las Vegas.

## Influenza
Un anno prima, Lady Gaga aveva già indossato un bikini fatto di carne sulla copertina dell'edizione giapponese di Vogue.
Durante la cerimonia degli MTV Video Music Awards Gaga ha realizzato tre cambi d'abito ed il vestito di carne è stato l'ultimo. Esso è stato immediatamente descritto come "il momento moda più oltraggioso della serata". Gaga ha indossato ancora il vestito per farsi fotografare dalla stampa e per l'ultima volta quando ha partecipato in qualità di ospite al The Ellen DeGeneres Show subito dopo la cerimonia.
Lo stilista, Franc Fernandez, ha dato a quel vestito il merito per aver dato una svolta alla propria carriera, dicendo, "Sento di avere una voce ora come artista e come designer". in precedenza Fernandez aveva creato alcuni articoli per Gaga, incluso un costume per il video di Bad Romance, grazie al quale la cantante ha vinto l'MTV Music Video Award, ed in seguito ha creato anche il copricapo che Gaga ha indossato in occasione dei Grammy Awards a febbraio 2011.
Karen Rosenberg del The New York Times ha paragonato il vestito ad una serie di fotografie del 1952 di Francis Bacon in posa con carne di manzo attaccata al corpo, come fossero ali.
Durante il successivo halloween, riproduzioni dell'abito di carne sono diventate estremamente popolari a New York, e nel 2011, un gruppo di studenti dell'università di Cumbria ha ricreato l'abito con l'aiuto dei macellai locali. Il vestito è stato esposto presso il Rock and Roll Hall of Fame and Museum nel 2011 come parte di una mostra intitolata "Women Who Rock: Vision, Passion, Power".
Simile per effetto visivo, ma ispirato alla muscolatura umana (con l'effetto di un corpo scuoiato) era l'abito precedentemente creato da Jean Paul Gaultier per la tournée En tournée di Mylène Farmer del 2009.
Un sondaggio del sito web MyCelebrityFashion.co.uk ha classificato l'abito al primo posto di una classifica delle icone della moda del 2010, battendo l'abito di fidanzamento di Kate Middleton, lasciato al secondo posto. Nel riassumere l'anno 2010, attraverso una serie di elenchi, il Time ha votato l'abito di carne come il miglior prodotto della moda dell'anno.

## Ricezione e significato del vestito
In seguito ai Video Music Awards, i mass media hanno tentato di analizzare il significato dell'abito di carne, con alcuni suggerimenti giunti da parte di BBC News, che hanno parlato di anti-moda, femminismo, invecchiamento e decadimento, e dell'abitudine della società a mangiare carne. Lo chef Fergus Henderson ha spiegato l'abitudine alla carne dicendo che "Le persone spesso non vogliono che la carne sembri carne. La vogliono ordinatamente avvolta in plastica in un supermercato." La PETA ha invece aspramente criticato il vestito, rilasciando un comunicato in cui dichiarava che "indossare un abito fatto di pezzi di una mucca morta è sufficientemente offensivo da portare critiche, ma qualcuno dovrebbe sussurrarle in un orecchio che la maggior parte delle persone erano più sconvolti dalla macelleria che impressionati da lei." Alcuni media hanno suggerito che il vestito doveva essere interpretato come anti-vegano.
Durante la propria trasmissione subito dopo lo show, Ellen DeGeneres ha presentato alla sua ospite, Lady Gaga, un bikini realizzato con vegetali, e la cantante ha utilizzato la trasmissione per rispondere alle polemiche che stavano circolando sul vestito, dicendo, "...ha molte interpretazioni. Per me questa sera è: se non difendiamo ciò in cui crediamo e se non iniziamo a lottare per i nostri diritti, presto avremo gli stessi diritti che ha la carne attaccata alle nostre ossa. Ed io non sono un pezzo di carne."